# Haute-Garonne
Haute-Garonne este un departament din sudul Franței, situat în regiunea Occitania. Este unul dintre departamentele originale ale Franței create în urma Revoluției din 1790. Este numit după râul Garonne care traversează departamentul. 

## Localități selectate

### Prefectură
- Toulouse

### Sub-prefecturi
- Saint-Gaudens
- Muret

### Alte orașe
- Blagnac
- Colomiers
- Tournefeuille

## Diviziuni administrative
- 3 arondismente;
- 53 cantoane;
- 588 comune;